# ハミス・アル＝マッリ
- カミス・アルマッリ
- カミス・モハメド・アルマッリ

ハミス・モハメド・アル＝マッリ（アラビア語エジプト方言: خميس المرى、1984年7月6日 - ）は、カタールのサッカー審判員。カタール・スターズリーグの審判を務めるほか、2010年から国際サッカー連盟 (FIFA) に国際審判員として登録され、主にアジアサッカー連盟 (AFC) 主管試合を担当している。

## 経歴
2015年3月17日に行われた2018 FIFAワールドカップ・アジア1次予選・ネパール対インドの試合をはじめとする予選12試合を担当。
また、アラブ首長国連邦で開催されたAFCアジアカップ2019でも召喚された。
日本サッカー協会 (JFA) とカタールサッカー協会との「審判交流プログラム」により、2023年6月13日から7月17日の間で来日し、日本の国内リーグ戦・カップ戦の審判を担当することとなった。